# Ostdeutsche Eisenbahn
De Ostdeutsche Eisenbahn GmbH (ODEG) is een in juni 2002 opgerichte vervoersmaatschappij in Duitsland. De maatschappij is voor 50% eigendom van de Prignitzer Eisenbahn (onderdeel van de Netinera-groep) en 50% eigendom van BeNEX (onderdeel van de Hamburger Hochbahn). Het exploiteert reizigersverbindingen op tien spoorlijnen in de deelstaten Berlijn, Brandenburg, Mecklenburg-Voor-Pommeren en Saksen en sinds december 2012 ook twee Regional-Express-lijnen.

## De onderneming
Bij ODEG werken ongeveer 480 mensen en heeft een omzet van €150 miljoen. Per jaar wordt ongeveer 11 miljoen treinkilometers afgelegd en 17,7 miljoen reizigers vervoerd. Een deel van de medewerkers werkt bij de in 2005 opgerichte dochteronderneming ODIG - Ostdeutsche Instandhaltungsgesellschaft mbH. Deze onderneming is verantwoordelijk voor het onderhoud en het schoonmaken van de treinen. Hiervoor zijn er drie onderhoudsbedrijven in Parchim, Eberswalde en Görlitz.

## Regionaal verkeer
De eerste lijnen die ODEG exploiteerde waren twee lijnen in Zuid-Mecklenburg, van Hagenow via Ludwigslust, Parchim, Waren (Müritz) naar Neustrelitz evenals van Neustrelitz naar Mirow. In 2004 deed ODEG mee aan de aanbesteding van de RE-concessie in Mecklenburg-Voor-Pommeren, maar deze werd door concurrent DB Regio gewonnen. In hetzelfde jaar nam ODEG enkele lijnen in het oosten van Brandenburg over.
ODEG had in 2006-2007 4,85% van het marktaandeel in de deelstaat Brandenburg.
De ODEG kwam, uit een gezamenlijk aanbesteding van de Verkehrsverbund Oberlausitz-Niederschlesien en Verkehrsverbund Berlin-Brandenburg (VBB), als winnaar uit de bus van de concessie "Spree-Neiße-Netz" per december 2008.
In 2009 won ODEG weer een concessie, namelijk pakket 2 en 4 van de in 2008 geïntroduceerde "Stadtbahn-concessie" van de VBB. Daarin hoorde de twee hoofdlijnen RE 2 Cottbus - Berlijn - Wittenberge/Wismar en de RE 4 Rathenow - Berlijn - Ludwigsfelde/Jüterbog, die hiervoor werden geëxploiteerd door DB Regio. Tevens horen bij het netwerk ook de RB 33, RB 35 en RB 51, waarin ODEG eind 2011 met de exploitatie begon. De concessie van de deelstaat Mecklenburg-Voor-Pommeren op de R6 tussen Neustrelitz en Mirow werd geannuleerd. Sinds 9 december 2012 rijdt de Eisenbahngesellschaft Potsdam mbH op deze lijn in opdracht van de Landkreis.
Sinds 15 december 2013 rijdt ODEG op de lijn Rehna - Schwerin - Parchim, overgenomen van de concurrent Ostseelandverkehr GmbH. Voor de exploitatie worden de bekende Regio-Shuttles ingezet en enkele Talent-treinstellen die nog niet in het wagenpark van ODEG aanwezig waren.
Sinds de nieuwe dienstregeling in december 2014 werden de RB 25, RB 36, RB 60, RB 63 uit de oude "Ostbrandenburg-Netz" evenals de RB 35 en RB 63V overgenomen door de Niederbarnimer Eisenbahn. De oude RB60 tussen Berlijn en Eberswalde werd opnieuw ingericht als RB24 en door DB Regio overgenomen, het trajectdeel tussen Eberswalde en Frankfurt (Oder) ging verder als RB 60.
In juni 2014 werd bekend, dat de ODEG vanaf december 2015 voor drie jaar de exploitatie voor de lijn RB 34 Rathenow naar Stendal op zich neemt. Ingezet wordt de Stadler GTW en de Regio-Shuttle, die op de spoorlijn naar Bad Saarow reed.
Op 19 november 2015 maakte VBB bekend dat ODEG de concessie "Spree-Neiße-Netz" behouden zal. ODEG exploiteert daarmee de in de Lausitz liggende lijnen RB 46 en OE 64 van 2018 tot en met 2030. In de nieuwe concessie zijn de lijnen OE 64 en OE 60V niet opgenomen. Een toekomst voor de OE 64 staat nog open, de OE 60V is opgenomen in de nieuwe concessie "Ostsachsen". 

### Actuele lijnen
| Lijn   | Route                                                  | Looptijd                      |
| ------ | ------------------------------------------------------ | ----------------------------- |
| RE 2   | Wismar - Schwerin - Wittenberge - Berlijn - Cottbus    | december 2012 - december 2022 |
| RE 4   | Stendal - Rathenow - Berlijn - Ludwigsfelde - Jüterbog | december 2012 - december 2022 |
| RB 13  | Rehna - Schwerin - Parchim                             | december 2013 - december 2019 |
| RB 14  | Hagenow Stadt - Ludwigslust - Parchim                  | december 2002 - december 2019 |
| RB 33  | Berlijn-Wannsee - Beelitz Stadt - Jüterbog             | december 2011 - december 2022 |
| RB 34  | Stendal - Schönhausen - Rathenow                       | december 2015 - december 2018 |
| RB 46  | Cottbus - Forst                                        | december 2008 - december 2030 |
| RB 51  | Rathenow - Pritzerbe - Brandenburg                     | december 2011 - december 2022 |
| OE 60V | Görlitz - Bautzen - Bischofswerda                      | december 2008 - december 2018 |
| OE 64  | Görlitz - Niesky - Hoyerswerda                         | december 2008 - december 2018 |
| OE 65  | Cottbus - Görlitz - Zittau                             | december 2008 - december 2030 |

## Materieel
ODEG zet sinds 2002 al treinstellen van het type Regio-Shuttle (RS1) in. Op de Mecklenburgse lijnen zijn sindsdien zeven treinstellen (serie VT 650) onderweg. Voor de uitbreiding van de onderneming in Brandenburg werden er nog 25 treinstellen bijbesteld. Alle treinstellen zijn bij Stadler in Berlijn-Wilhelmsrug gebouwd en worden via de moedermaatschappijen Netinera en Hamburger Hochbahn beschikbaar gesteld. Het materieel voor Brandenburg is in Berlijn-Lichtenberg, Beeskow en Eberswalde opgesteld.
Twee trenstellen (VT 650.71 en VT 650.72) werden na annulering van een aantal spoorlijnen door de VBB in december 2006 naar Lichtenfels (Bay) overgebracht, waar zij voor de (half-)zuster Vogtlandbahn enkele diensten overnam. Eén treinstel werd in de tussentijd weer teruggebracht, doordat ze voor eind 2007 gestarte dienst tussen Fürstenwalde/Spree en Bad Saarow-Pieskow benodigd was.
Voor de exploitatie van de Lausitz-Net had ODEG in 2007 drie nieuwe Regio-Shuttle-treinstellen bij Stadler besteld. De levering volgde begin mei 2009. Bij Siemens Transportation Systems had moedermaatschappij BeNEX voor €16 miljoen zes nieuwe treinstellen van het type Desiro besteld. Bovendien werden twee Regio-Shuttles van Brandenburg naar Görlitz overgebracht.
Voor de vanaf einde van 2011, begin 2012 bediende spoorlijnen in Berlijn en Brandenburg had ODEG eind december 2009 een grote order voor de levering van 16 vierdelige dubbeldekstreinstellen van het type Stadler KISS, een Regio-Shuttle evenals zes tweedelige Stadler GTW-treinstellen bij Stadler Pankow besteld. Bij de uitlevering van de Stadler KISS treinen waren er toelatingsproblemen, hierdoor konden de treinen niet worden ingezet bij de start van de nieuwe dienstregeling eind 2012. De eerste vier KISS-treinstellen werden in januari 2013 op lijn RE 4 ingezet, in mei 2013 kon ODEG de hele dienst uitvoeren met eigen treinstellen. In de eerste weken werden op de RE 2 dubbeldekstreinstellen van DB Regio ingezet en op lijn RE 4 werden City-Shuttle en BM-rijtuigen van EuroExpress ingezet. Omdat de tijdelijke treinen de dienstregeling niet konden halen werden bij de RE 2 de stations Breddin (elke twee uur) en Brand (vroege en late uren) voor een aantal maanden overgeslagen. De 16de en laatste KISS (0445 115) werd op 16 juli 2013 afgeleverd en op 17 augustus op de "Tag der offenen Tore" gedoopt met de naam Eberswalde.

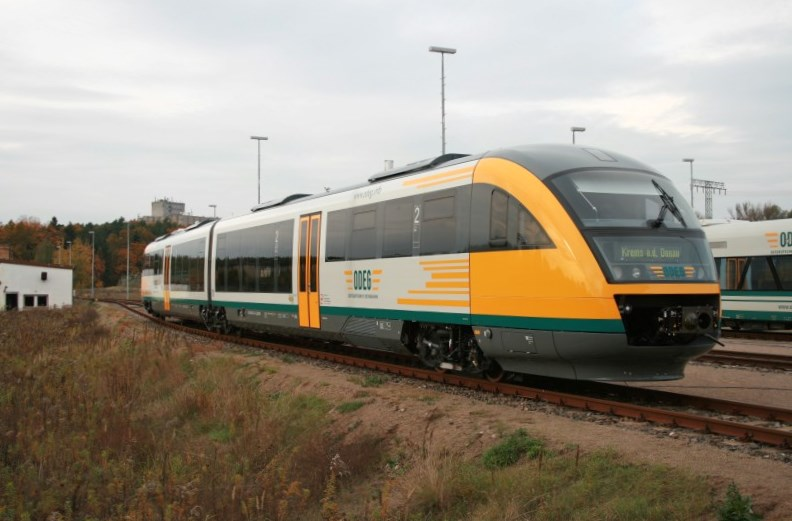
ODEG Siemens Desiro Classic VT 642 411 bij het onderhoudsbedrijf in Eberswalde (2008)
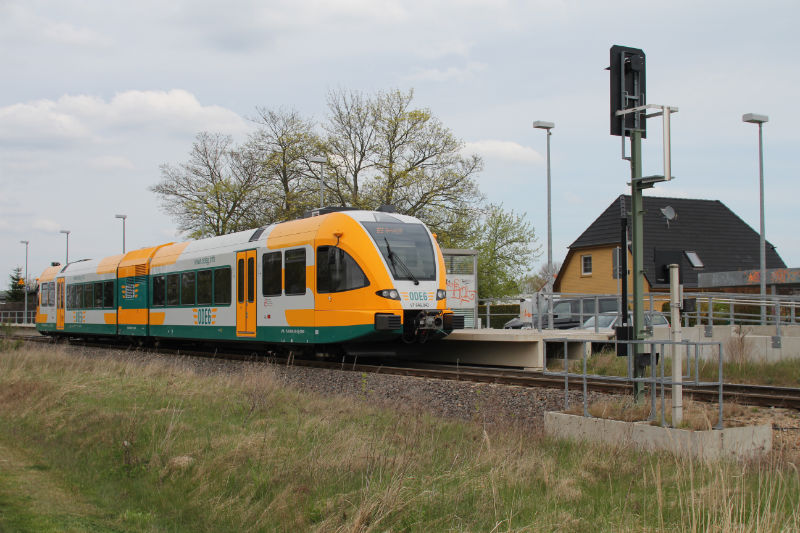
ODEG Stadler GTW VT 646 043 in station Fohrde als RB 51 op weg naar Rathenow (2012)
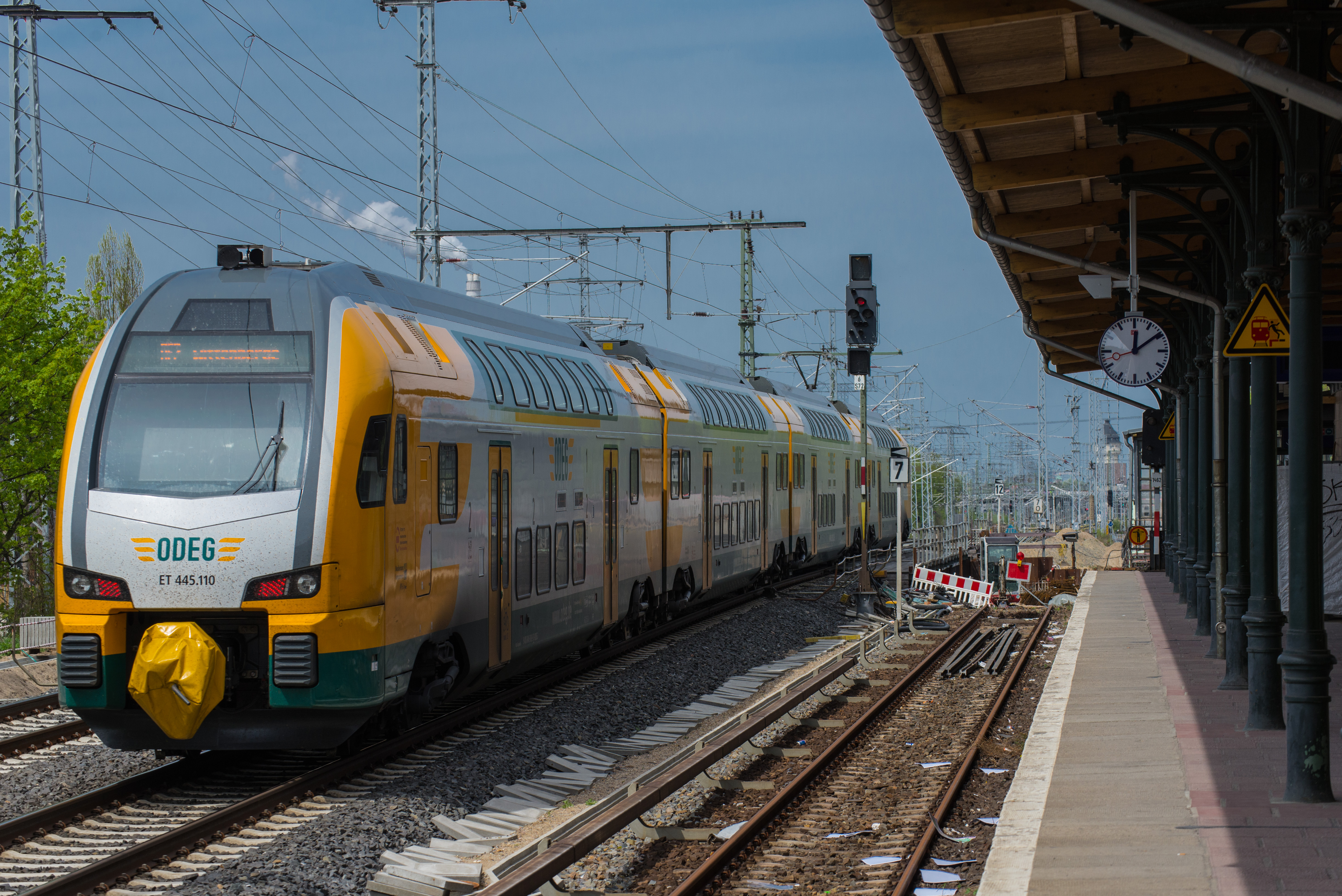
ODEG Stadler KISS ET 445.110 bij Berlijn Karlshorst in de richting van het Hauptbahnhof (2013)
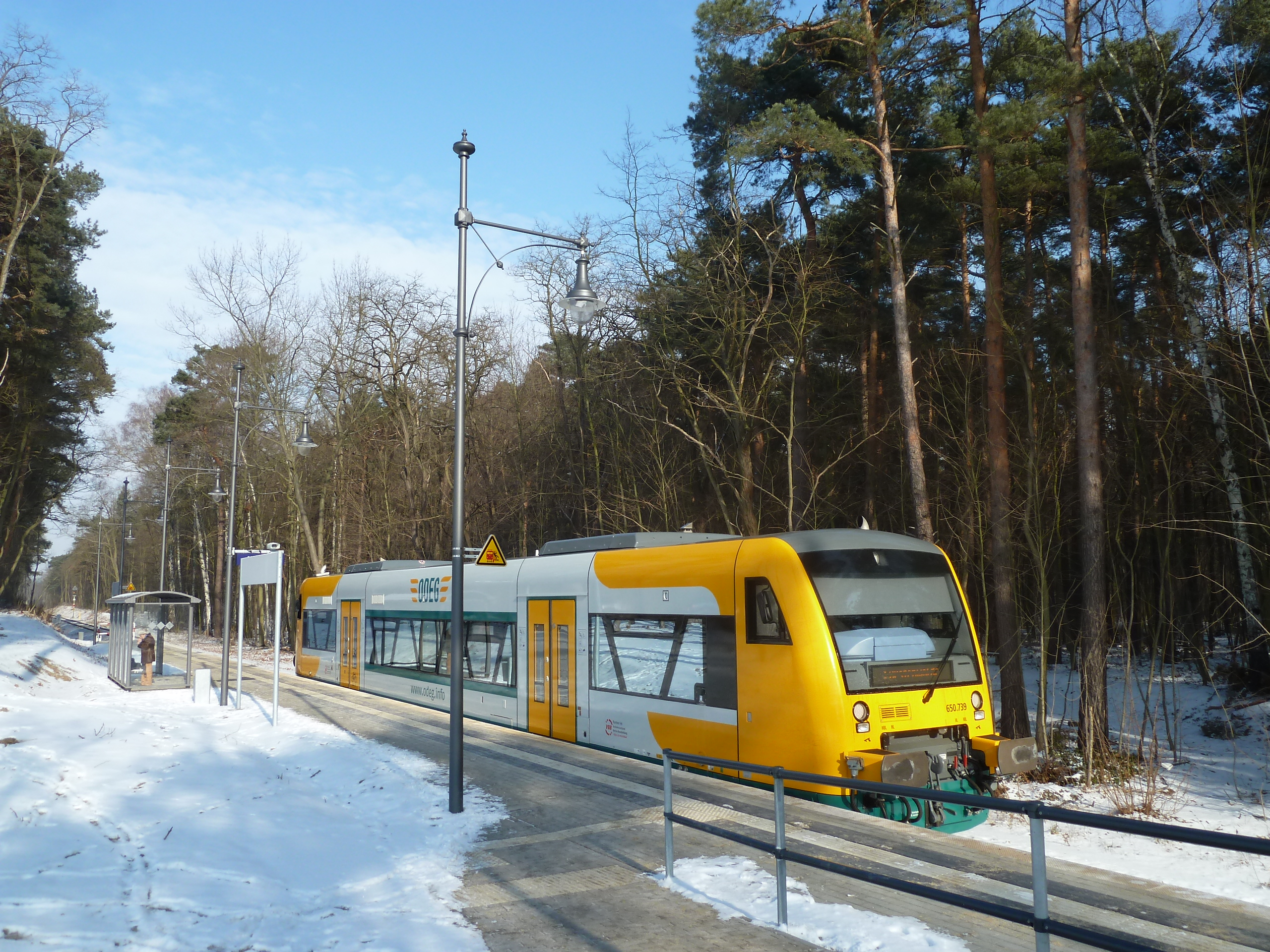
ODEG Regio-Shuttle RS 1 VT 650.739 in station Bad Saarow Klinikum (2012)

## Ostdeutsche Instandhaltungsgesellschaft

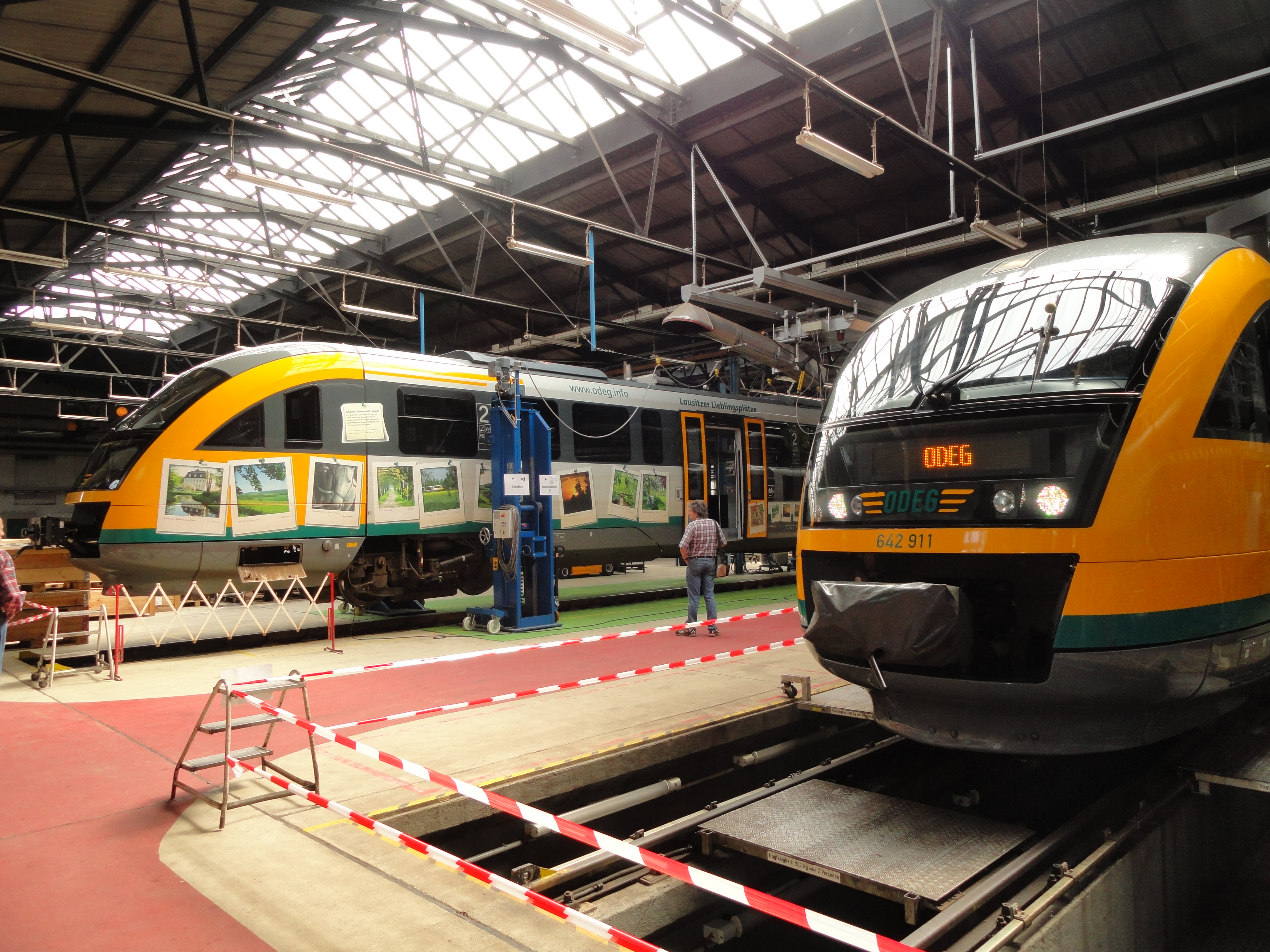
Twee Desiro's bij het onderhoudsbedrijf in Görlitz (2012)

De in 2005 opgerichte Ostdeutsche Instandhaltungsgesellschaft (ODIG) is een dochteronderneming van Ostdeutsche Eisenbahn. ODIG heeft onderhoudsbedrijven in Eberswalde (sinds 2005), Parchim (sinds 2002) en Görlitz (sinds 2008 in een voormalig onderhoudsbedrijf). Hierin worden de treinstellen van ODEG gereinigd, getankt en onderhouden. In 2011 werd de onderhoudshal in Eberswalde van 42 naar 151 meter verlengd om ook de vierdelige KISS-dubbeldekstreinstellen te kunnen onderhouden. In Görlitz worden ook de treinstellen van Trilex onderhouden.